# Gioacchino Muccin
Gioacchino Muccin (Casarsa della Delizia, 25 novembre 1899 – San Pietro di Feletto, 27 agosto 1991) è stato un vescovo cattolico italiano.

## Biografia
Nato a Casarsa della Delizia il 25 novembre 1899 da Ernesto e da Maria Fabris, fu l'ultimo di nove figli. Chiamato alle armi nel 1917, ottenne una medaglia di bronzo al valor militare.
Frequentò il seminario vescovile di Portogruaro e il 22 settembre 1923 venne ordinato sacerdote dal vescovo Luigi Paulini.
Dal 1925 al 1927 ricoprì anche il ruolo di vicario, pur mantenendo il suo ufficio di sacerdote a Castelnovo del Friuli.
Dal 13 ottobre 1927 fu anche docente nel seminario vescovile: insegnò Lettere, Filosofia e Storia ecclesiastica, rispettivamente al ginnasio, al liceo e nei corsi teologici.
Fu inoltre rettore della chiesa del Cristo a Pordenone e arciprete del duomo di San Marco; durante la sua permanenza a Pordenone intercede presso le forze nazifasciste per il suo amico parroco Giuseppe Faè salvandolo dalla condanna a morte. Nel 1937 venne elevato alla dignità di cameriere d'onore di Sua Santità e nel 1945 alla dignità di protonotario apostolico soprannumerario.
Nominato vescovo di Feltre e Belluno (diocesi unite aeque principaliter) il 19 maggio 1949 da papa Pio XII, il 9 giugno dello stesso anno ricevette l'ordinazione episcopale nel duomo di Pordenone dalle mani dell'arcivescovo Giovanni Costantini.
Il 31 luglio prese possesso della diocesi di Feltre, il 7 agosto della diocesi di Belluno.
Nel 1959 divenne assistente al Soglio Pontificio. Diede impulso alle diocesi di cui era vescovo con la formazione di nuove parrocchie e rifondando i seminari, l'Istituto Sperti  e la Casa del Clero. A lui è dovuto anche il Centro Giovanni XXIII. Da ricordare la sua partecipazione al Concilio Vaticano II. Quando vi fu il disastro del Vajont portò soccorso e aiuto alle popolazioni colpite. Fu sua la proposta di candidare l'allora vicario generale Albino Luciani alla dignità episcopale.
Il 1º settembre 1975 lasciò il governo pastorale delle due diocesi per raggiunti limiti d'età.
Si ritirò a San Pietro di Feletto, dove morì il 27 agosto 1991 a 91 anni; il rito esequiale si tenne il 30 agosto nella cattedrale di Belluno.
Riposa, in ottemperanza alla sua volontà, nel cimitero delle vittime del disastro del Vajont di Fortogna.

## Genealogia episcopale
La genealogia episcopale è:
- Cardinale Scipione Rebiba
- Cardinale Giulio Antonio Santori
- Cardinale Girolamo Bernerio, O.P.
- Arcivescovo Galeazzo Sanvitale
- Cardinale Ludovico Ludovisi
- Cardinale Luigi Caetani
- Cardinale Ulderico Carpegna
- Cardinale Paluzzo Paluzzi Altieri degli Albertoni
- Papa Benedetto XIII
- Papa Benedetto XIV
- Papa Clemente XIII
- Cardinale Marcantonio Colonna
- Cardinale Giacinto Sigismondo Gerdil, B.
- Cardinale Giulio Maria della Somaglia
- Cardinale Carlo Odescalchi, S.I.
- Cardinale Costantino Patrizi Naro
- Cardinale Lucido Maria Parocchi
- Cardinale Pietro Respighi
- Cardinale Pietro La Fontaine
- Arcivescovo Giovanni Costantini
- Vescovo Gioacchino Muccin